# Казки барда Бідла
«Казки барда Бідла» — збірка казок британської письменниці Дж. К. Ролінґ. 4 грудня 2008 року відбулася світова прем'єра книги, цього ж дня була прем'єра в Києві.

## Реальна книга
Книга написана Дж. К. Ролінґ як прощання з серією романів про Гаррі Поттера. Спочатку Ролінґ написала тільки 7 примірників книги, усі вони написані від руки й ілюстровані самою Ролінґ. Всі копії переплетені в шкіру і прикрашені сріблом та напівдорогоцінним каменем. Шість примірників Дж. К. Роулінг подарувала близьким людям: Деніелу Редкліффу, своєму першому літературному агенту Крістоферу Літтлу, своїй сестрі Ді Ролінґ та іншим. Сьомий примірник був виставлений на аукціон Сотбіс 13 грудня 2007 року. Кошти від продажу були пожертвувані благодійній організації англ. «The Children's Voice», яка допомагає знедоленим дітям Європи. Очікувалося, що книга буде продана за £50,000 (близько 100 тис. доларів США). Насправді вона була продана за £1,950,000 (близько 4 млн. доларів США). Покупцями стали лондонські артдилери, які представляли Amazon.com.
До збірки входять п'ять казок, вигаданих Дж. К. Ролінґ:
- «Чаклун і стрибучий казанок» / The Wizard and the Hopping Pot
- «Фонтан фортуни» / The Fountain of Fair Fortune
- «Волохате серце мага» / The Warlock's Hairy Heart
- «Бебеті Ребеті та її реготливий пеньок» / Babbitty Rabbitty and her Cackling Stump
- «Казка про трьох братів» / The Tale of the Three Brothers

Ставши власником книги, сайт Amazon.com опублікував переказ всіх п'яти казок. Опублікувати текст чи фотокопії сторінок сайт не мав права.
«Казки барда Бідла» згадуються в книзі «Гаррі Поттер і смертельні реліквії», а текст «Казки про трьох братів» навіть наводиться в сьомій книзі про Гаррі Поттера.

## Сюжети казок

### Чаклун і стрибучий казанок
Жив на світі добрий чарівник. Він завжди допомагав своїм сусідам, коли вони зверталися до нього зі своїми проблемами, він варив зілля і протиотрути у своєму чарівному казанку. Але незабаром він помер і залишив все своєму єдиному синові. Невдовзі після смерті батька, молодий чаклун знаходить чарівний казанок, в якому лежить одна пантофля, в якій був клаптик пергаменту з написом: «З марною надією, синку, що це тобі ніколи не знадобиться».
Обурений, що йому більше нічого не дісталося, крім старого казанка, син відвернувся від усіх сусідів. Незабаром до сина-чарівника стали приходити зі своїми проблемами люди. Спочатку прийшла бабуся, у внучки якої з'явилися бородавки. Але молодий чарівник прогнав її. Зачинивши двері, він чує дивний стукіт на кухні. У казанка, що заповів йому батько, несподівано виросла мідна нога і він весь покрився бородавками. Казанок починає носитися за своїм господарем і ніякі закляття не допомагають від нього позбутися.
Наступного дня до чарівника приходить чоловік, у якого пропав осел, а без осла він не може возити товари в місто і його родина залишиться голодною. Молодий чаклун, проганяє і його, і тут же з'являється бородавчатий казанок з однією ногою з якого чутно ослячі звуки та голодні стогони.
Поступово молодий чарівник проганяє все більше і більше людей, що прийшли до нього за допомогою. Так казанок обзавівся слізьми, блювотою, собачим гавкотом. Врешті-решт, чаклун, змушений підкоритися волі батька. Він починає допомагати людям, а у казанка пропадають придбані напасті. Нарешті з казанка вистрибує пантофля, яка прекрасно підходить до ноги казанка і він заспокоюється.

### Фонтан фортуни
Високо на горі є фонтан, де раз на рік, одна людина може скупатися в ньому, для того, щоб отримати щасливу долю. Якось там три відьми зустрітися. Перша відьма, Аша, має невиліковну хворобу. Другу відьму, Алтеду, пограбував лихий чаклун, забравши в неї дім, гроші і чарівну паличку. Третю відьму, Амату, покинув коханий чоловік, і їй здавалося, що серце їй ніщо вже не загоїть. Ці три відьми вирішили дійти до фонтану разом, але на цьому шляху, лицар також приєднується до них.
На їхньому шляху до фонтану, вони стикаються з трьома проблемами. Перші дві пов'язані з гігантським черв'яком, який вимагав «докази свого [їхнього] болю» та з крутим схилом, де вони повинні довести «плоди своїх [їхніх] трудів». Третя проблема, перетинаючи річку, вони повинні довести «скарб свого [їхнього] минулим».
Аматі усвідомлює, що їй не потрібен колишній. На фонтані, Аша непритомніє від виснаження. Для того, щоб врятувати її, Алтеда дає Аші підбадьорливий напій, який лікує Ашу від її хвороб. Алтеда усвідомлює, що вона може заробляти гроші заново. Лицар Амати у воді, після чого він просить у Амати її «руку і серце». Кожна людина отримує відповідь на свою проблему, не знаючи, що фонтан не мав магічну властивість взагалі.

### Волохате серце мага
Жив колись вродливий молодий маг, який вирішує ніколи не закохуватися, тому він використовує темні мистецтва для запобігання себе від цього. Його родина, сподіваючись, що він зміниться сам, нічого не робить. Тим не менш, в один прекрасний день він почує від двох охоронців, що він не бездушний, тому він вирішує знайти талановиту, багату і красиву дівчину і одружитися з нею для отримання від кожного заздрощів.
Він знаходить дівчину вже наступного дня. Чарівник переконує її прийти на вечерю в його замок. Під час вечері вона розповідає йому про те, що вона повинна знати його Серце. Маг показує їй волохате серце всередині кристала у підземеллі замку. Відьма просить його щоб повернути його всередину. Чарівник робить це, кохання охоплює його. Деякий час по тому, через кілька годин, гості які були на бенкеті, шукають господаря замку - нашого чаклуна, і знаходять його в підземеллі. На підлозі лежить мертва дівчина з розрізаною грудиною, а поруч сидить божевільний чаклун, і пестить «світле яскраво-червоне серце» дівчини, бажаючи вставити його собі в груди замість свого. Але його серце сильне і відмовляється залишати тіло.
Чаклун, що присягнувся ніколи більше не йти за покликом свого серця, вирізає кинджалом його з грудей. Відчуваючи себе переможцем, він падає перед дівчиною і вмирає.

### Бебеті Ребеті та її реготливий пеньок
Це розповідь про короля, який вирішив, що тільки йому має бути доступна сила чарів. Для цього йому необхідно було вирішити дві проблеми: він мав захопити всіх відьом в королівстві, і мав навчитися магії. Він створив «загін відьмоловів» і вимагає інструктора з магії. Тільки «спритний шахрай» без найменшого магічного хисту згодився бути інструктором. Шахрай продемонстрував кілька простеньких фокусів, щоб дурненький король повірив. В цей час, Бебеті, праля, що живе біля короля, стежила за шахраєм. Коли шахрай і король займалися «магією», Бебеті реготала так, що король подумав, що він має недостойний вигляд. Король хотів продемонстрував справжні чари перед своїм двором. Шахрай просить у Ребеті щоб вона йому допомогла, він просить, щоб вона сховалася в кущах і творила чари замість нього.
У ході роботи, капітан загону просить у короля, щоб його мертва собака повернулась до життя. Оскільки Бебеті чарами не в змозі підняти мертвих, натовп усвідомлює, що попередні дії були трюками. Шахрай видає Бебеті і звинувачує її у блокуванні чар короля. Бебеті тікає в ліс і зникає, і всі думають, що вона перетворилась на дерево. У відчаї, шахрай заявляє, що вона перетворилася «на дерево» і що потрібно зрубати це дерево.
Старезне дерево зрубали і залишився один пеньок. Всі вже хотіли йти назад в палац, але тут заговорив пеньок, він сказав, що не можна розрубати відьму і нехай вони перевірять це над їхнім чародієм (шахраєм). Шахрай у всьому зізнався і попросив пощади. Пеньок каже королю, що вбивши відьму, він наклав прокляття на його королівство і щоб зняти його, він повинен захищати і оберігати відьом, а також поставити на цьому пеньку золоту статую бідній Бебеті, щоб ця статуя нагадувала про його дурість. І король так і зробив.

### Казка про трьох братів
Одного разу троє братів подорожували. У сутінках вони дійшли до річки, яка текла настільки швидко, що її не можна було перепливти, і настільки глибоко, що її не перейти вбрід. Але брати були чарівниками. Махнувши чарівними паличками, вони звели міст через річку. Дійшовши до середини мосту, брати побачили Смерть, яка була обурена тим, що вона не змогла забрати нових людей, адже всі раніше топилися. Але вона сховала своє обурення, вдавано привіталася і вдала, ніби вражена їхніми чарами, і за це запропонувала їм подарунки.
Старший брат був войовничий. Він попросив наймогутнішу паличку на світі, з допомогою якої він зможе перемогти всіх суперників, і навіть Смерть. Смерть відламала гілку зростаючої неподалік бузини, зробила з неї чарівну паличку і дала її старшому братові.
Середній брат був пихатий. Для того щоб  принизити Смерть, він зажадав силу воскрешати мертвих. Смерть підняла камінь, який був на березі, дала його другому брату та сказала, що він може ним повертати мертвих.
Молодший брат був мудрим і скромним. Він відразу поставив під сумніви добрі наміри Смерті і попросив у неї можливість ховатися від Смерті, де б вона його не шукала. Смерті нічого не залишилося, як зняти з себе плащ-невидимку і віддати її молодшому братові.
Після цього кожен з братів пішов своєю дорогою. Старший брат заблукав в одне село та переміг у двобої чарівника, з яким був у конфлікті. Потім він ходив селом і хвалився своєю паличкою. У ту ж ніч до нього заліз злодій, перерізав йому горло і вкрав чарівну паличку. Так Смерть отримала першого брата.
Середній брат повернувся додому і скористався воскрешаючим каменем. Три рази повернув він камінь і побачив, що перед ним стоїть дівчина, з якою він хотів одружитися. Але вона була холодна і печальна, бо не належала до цього світу. Зрештою, брат не зміг винести туги, з'їхав з глузду та вбив себе, щоб назавжди залишитися зі своєю коханою. Так Смерть отримала середнього брата.
Третього брата Смерть шукала дуже довго, але він постійно ховався від неї під плащем-невидимкою. Врешті він постарів і віддав мантію своєму синові, а сам вийшов назустріч Смерті. І вони покинули цей світ, як рівні між собою.

## Роль книги вГаррі Поттер і Смертельні Реліквії
Албус Дамблдор заповідає Герміоні Ґрейнджер збірку казок барда Бідла. Троє друзів отримують речі, заповідані Дамблдором з рук Міністра магії Руфуса Скрімджера через місяць після його смерті. Протягом цього місяця Міністерство магії не розуміло, чому Дамблдор заповів дітям ці дивні речі і з підозри працівники Міністерства обшукали їх, але, не виявивши нічого підозрілого, вони віддали їм залишенні у спадок речі (крім меча Годрика Ґрифіндора через його історичну цінність).
В цей же вечір, зібравшись у кімнаті, трійця обговорює предмети, заповідані Дамблдором. Гаррі і Герміона нічого раніше не чули про цей збірник казок, тому що виросли в сім'ях маґлів, однак Рон розповідає, що це звичайна збірка казок, яку чарівники читають своїм маленьким дітям. За словами Рона, вважається, що всі старі чарівні казки придумав Бард Бідл. У середині оповіді, Герміона виявляє над казкою про трьох братів дивну руну, яку вона не знає, і показує її Гаррі. Гаррі говорить Герміоні, що він бачив цей знак на одязі Ксенофіліуса Лавґуда, і що Віктор Крум сказав йому, що це символ Ґелерта Ґріндевальда. За словами квідичиста, цей символ Ґріндевальд залишив на стіні Дурмстренгу. Точно такий же символ вони бачили на могилі Ігнотуса Певерела в Ґодриковій долині. Цей же символ Албус Дамблдор помістив наприкінці свого листа Ґріндевальду.
Більшість чарівників вважає «Казку про трьох братів» усього лише дитячою казкою. Лише деякі (і Ксенофіліус Лавґуд також) вірять, що Смертельні Реліквії дійсно існують. Своєю емблемою ці чарівники обрали символ, який був на одязі Лавґуда, у листі Дамблдора, перед «Казкою про трьох братів» і т. д.